# Pintura cristiana de Mogao
La pintura cristiana de Mogao, también conocida como fragmento de una figura cristiana, es una pintura de seda de la época de Guiyi (Tunjuang) pintada hacia finales del siglo IX, y asociada con la Iglesia del Oriente. En 1908, Marc Aurel Stein, un arqueólogo británico de origen austrohúngaro, descubrió la pintura en la biblioteca-cueva (cueva 17) de las cuevas de Mogao. Ahora se encuentra en el Museo Británico.
Según Tōru Haneda, el historiador y catedrático de la Universidad de Kioto, «el desenterrado en Tunjuang debe ser un retrato de Cristo». Peter Yoshiro Saeki, el erudito japonés de religión, también sostiene que la pintura es un icono de Jesús.

## Descripción
La figura está representada en una vista de tres cuartos de forma muy similar a algunas de las pinturas de bodhisattvas, incluso al gesto de la mano derecha: el shuni mudra – El sello o mudra de la paciencia o ciencia de la paz. Una cruz de tipo difisita en cada brazo que termina en extensiones de abalorios, aparece tanto en el tocado de la figura como colgante del collar que lleva puesto. En su mano izquierda sostiene un bastón largo coronado por otra cruz. Jesucristo viste una estola roja con un forro amarillo, sobre una túnica que se ha desteñido a un color verdoso muy similar al del fondo. Las mangas cortas de esta túnica terminan en gorgueras y pulseras doradas adornan las muñecas.
Dos características menores sugieren que esta pintura data de finales del siglo IX: el borde estrecha de la llama del nimbo y la configuración de la boca, que tiene un ligero retorno hacia abajo a los extremos de la línea de tinta entre los labios. La figura tiene un bigote bastante grueso y una barba leve, ambos en rojo y bastante diferente de los bigotes rizados, generalmente en verde, de los bodhisattvas.

## Análisis
Según Meicun Lin (un catedrático de la Escuela de Arqueología y Museología de la Universidad de Pekín) y Szonja Buslig (una profesora de la Universidad Eötvös Loránd), creen que el estilo de esta pintura imita deliberadamente los relieves en Taq-i Bostan, un lugar con una serie de relieves en roca de la época del imperio sasánida en Persia. Por ejemplo, ambos tienen nimbos, llevan collares similares, e incluso las posturas básicas son muy similares. Se especula que esta pintura se basa en el icono de Cristo que el misionero persa, Alopen, llevó a Chang'an, la capital del imperio Tang.

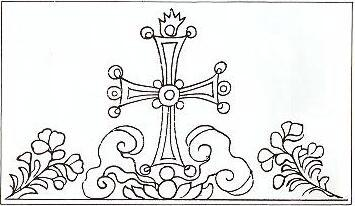
El símbolo «cruz sobre loto» esculpido en la Estela nestoriana, también se ve en el tocado que lleva puesto la figura en esta pintura.

La figura con la mano derecha abierta y el dedo medio tocando el pulgar, es una variante llamada Shuni  Mudrā (Shuni Mudrā – El sello de la paciencia o ciencia de la paz)  del Vitarka Mudrā, el gesto de discusión y transmisión de las enseñanzas, se ve generalmente en la iconografía hinduista y budista. A primera vista, la figura recuerda a un bodhisattva, pero las características occidentales del rostro, junto con el bigote rojo y la barba rala, comienzan a hacer alusión a un tipo diferente de figura sagrada. Que la figura es cristiana desde la cruz sobre el loto en el tocado, un símbolo también se ve en la estela nestoriana, y el colgante de cruz del collar. La figura también sostiene en la mano izquierda el bastón de una cruz procesional. El tocado decorado con alas se conoce del arte kushano-sasánida y simboliza la soberanía. Los rizos en los hombros nos recuerdan a las imágenes de Buda de Gandhara. La decoración similar a una llama en los círculos exteriores del nimbo se encuentra en toda la iconografía budista de Asia Central. El fondo está salpicado de pequeñas flores que pueden servir para realzar la santidad, y por lo tanto la devoción (bhakti), debido a la persona representada.

## Galería

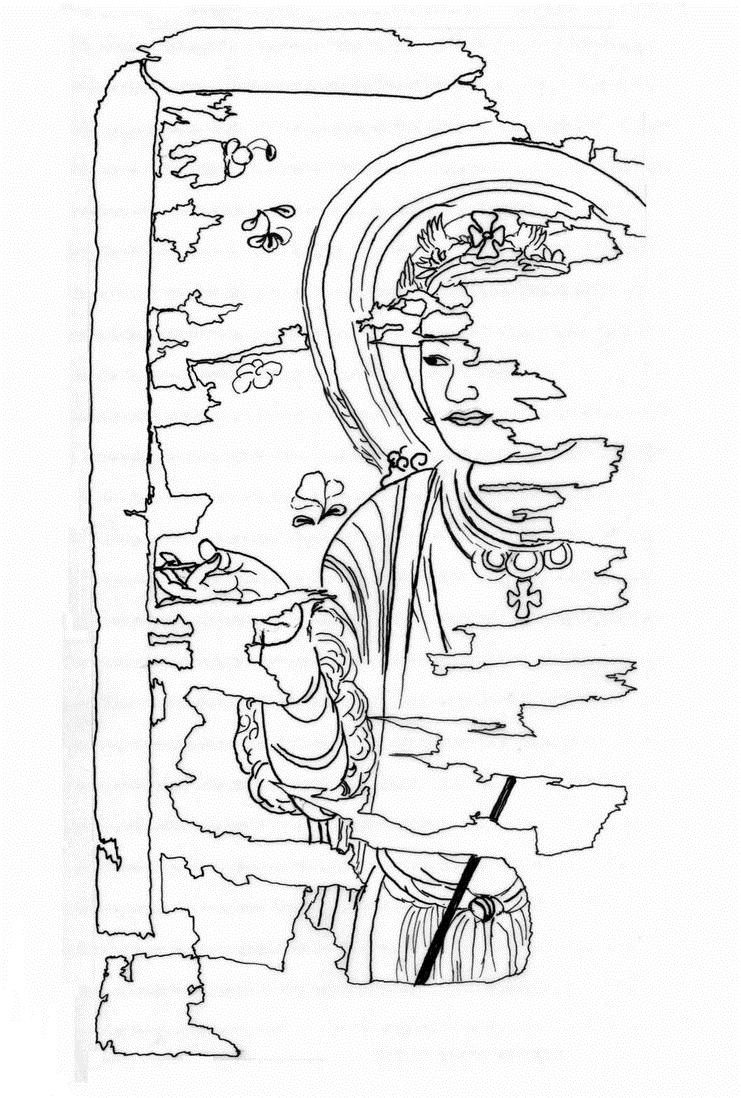
Una copia
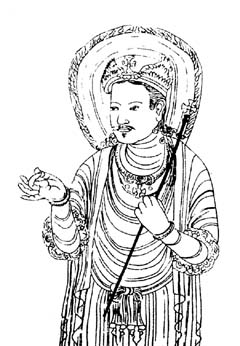
Una reconstrucción por un artista japonés
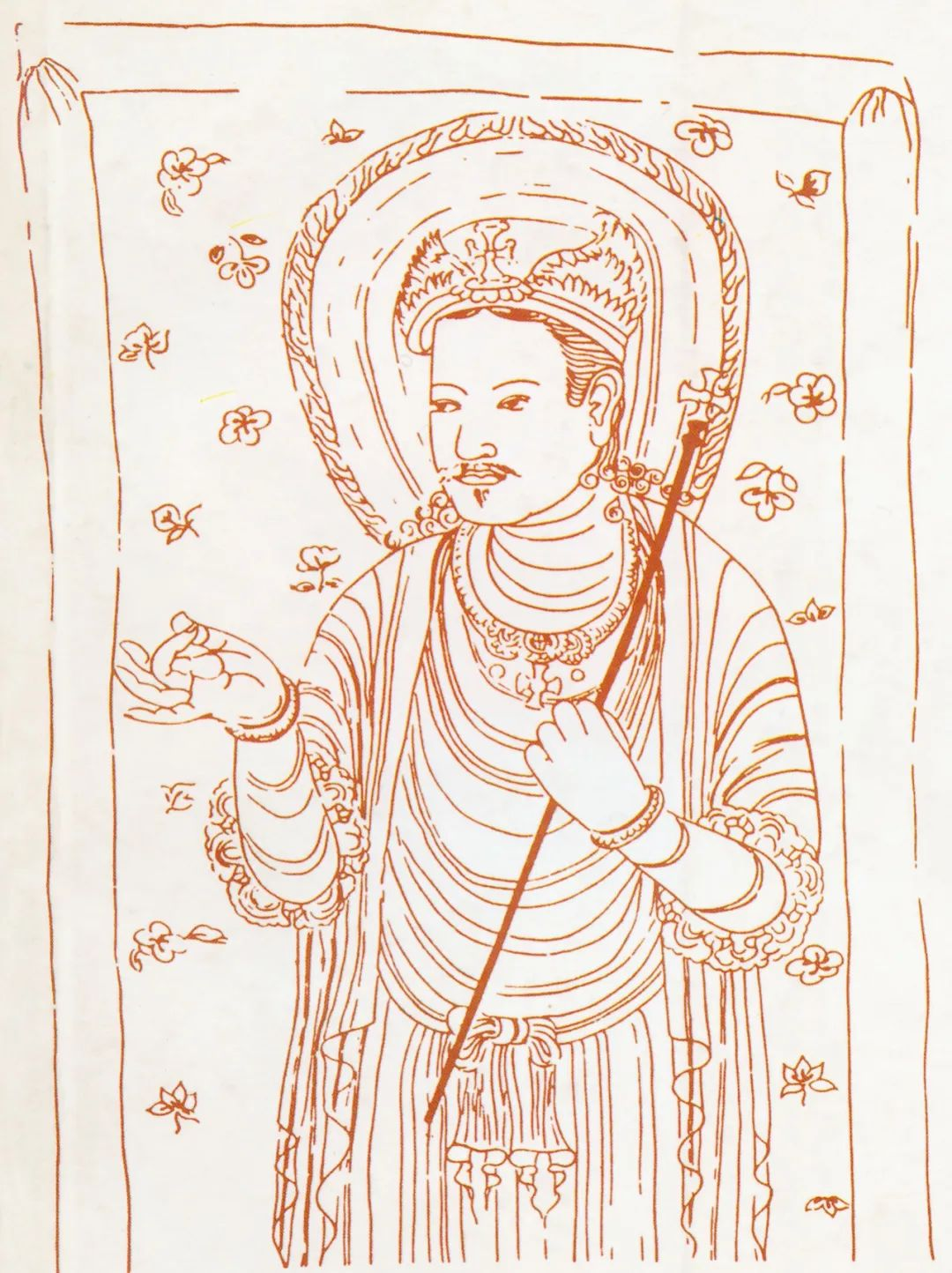
La reconstrucción completa
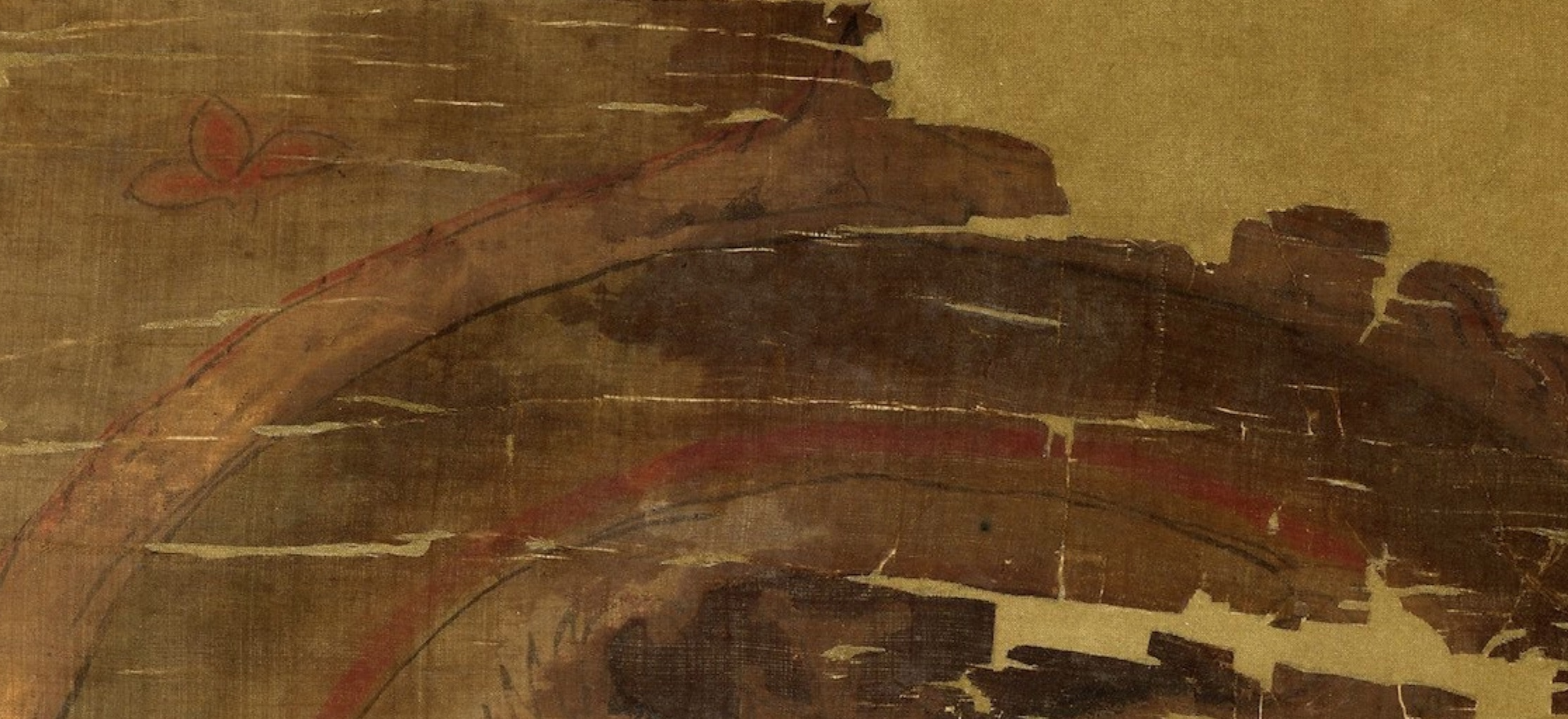
La parte superior del nimbo, la forma triangular es como una llama que alcanza su punto máximo
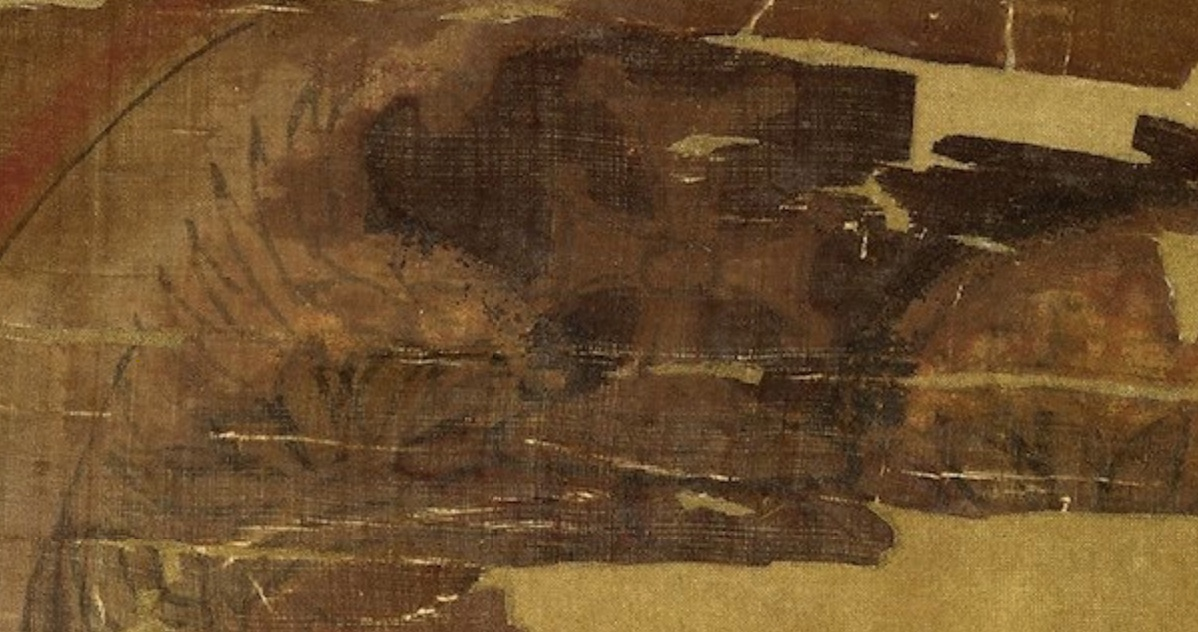
El tocado decorado con cruz y  alas
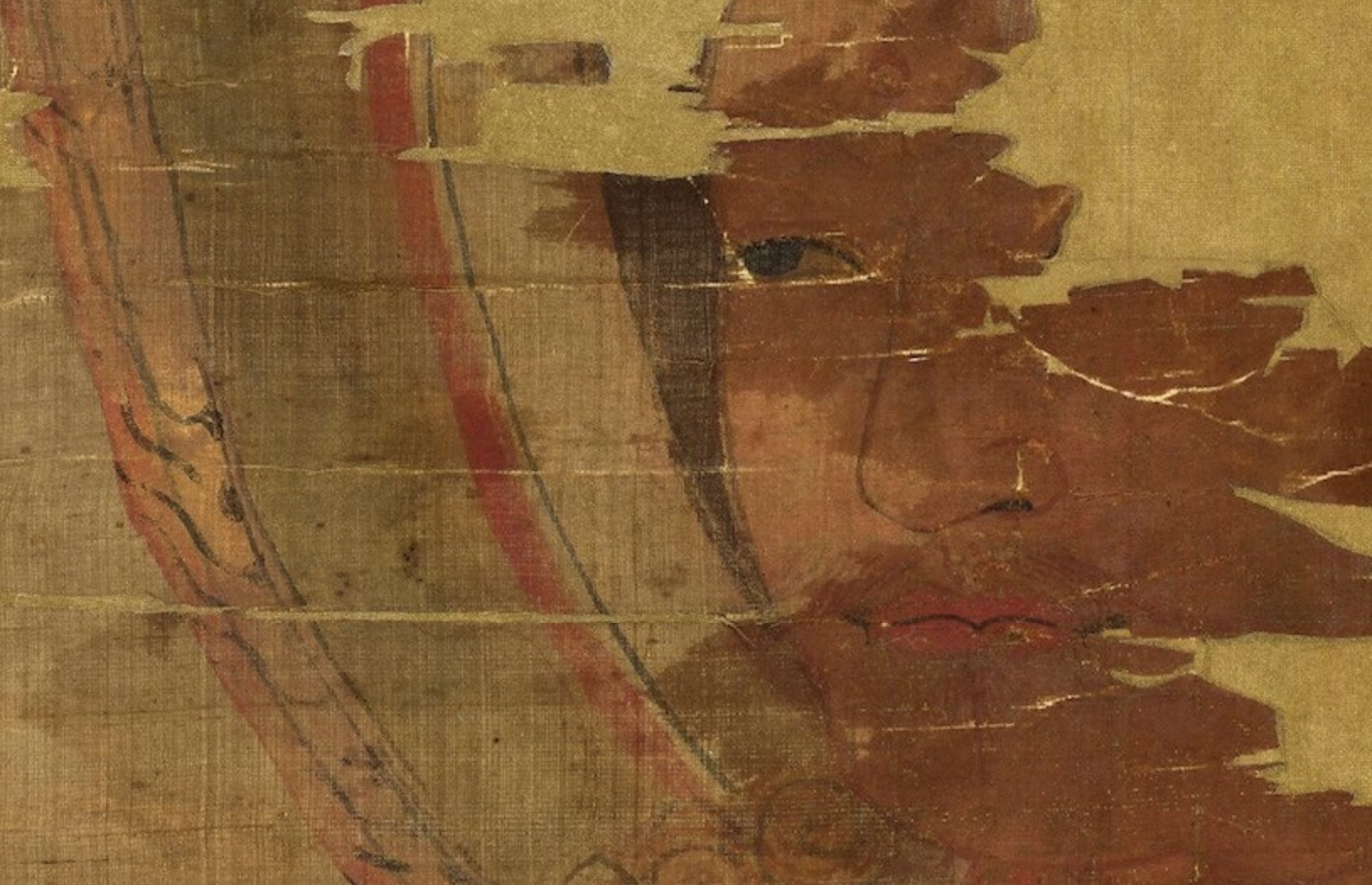
El rostro y parte del nimbo
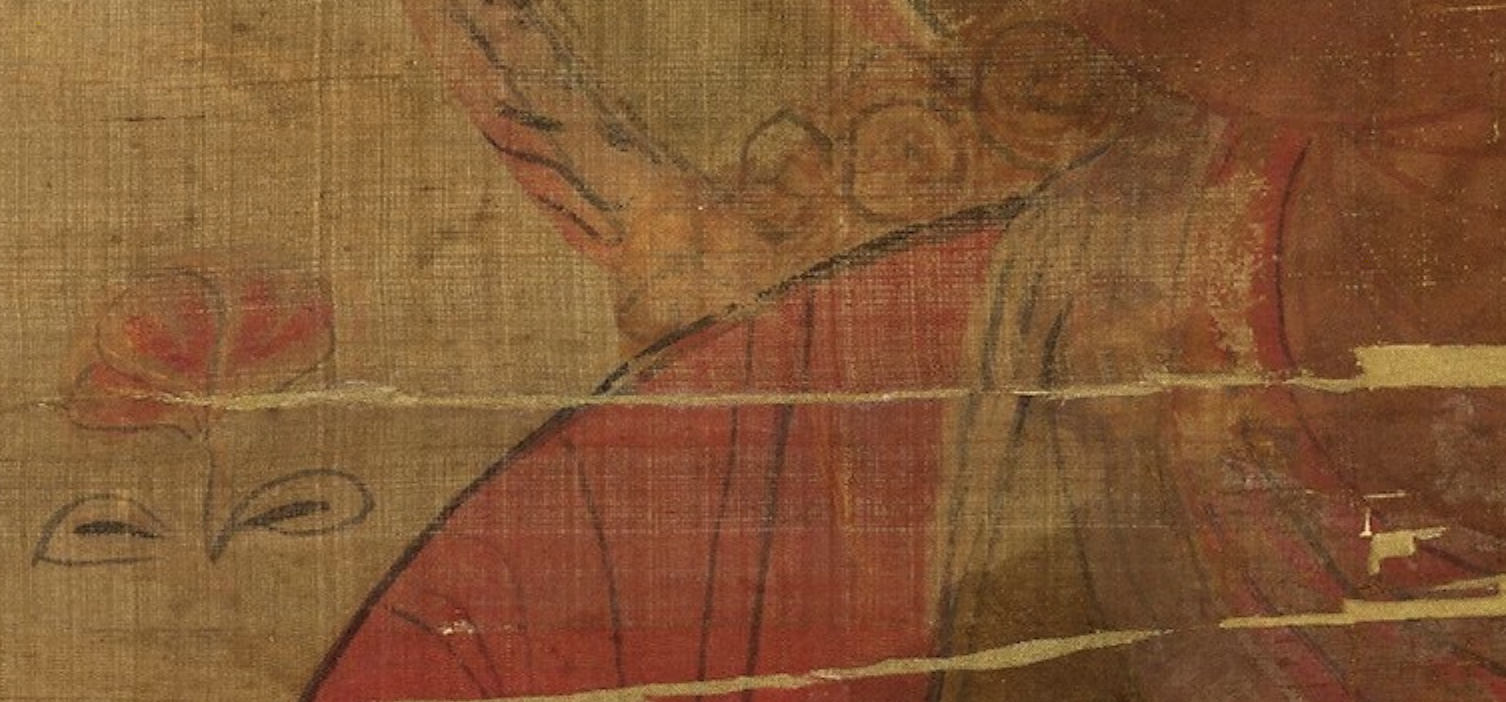
Los rizos en el hombro
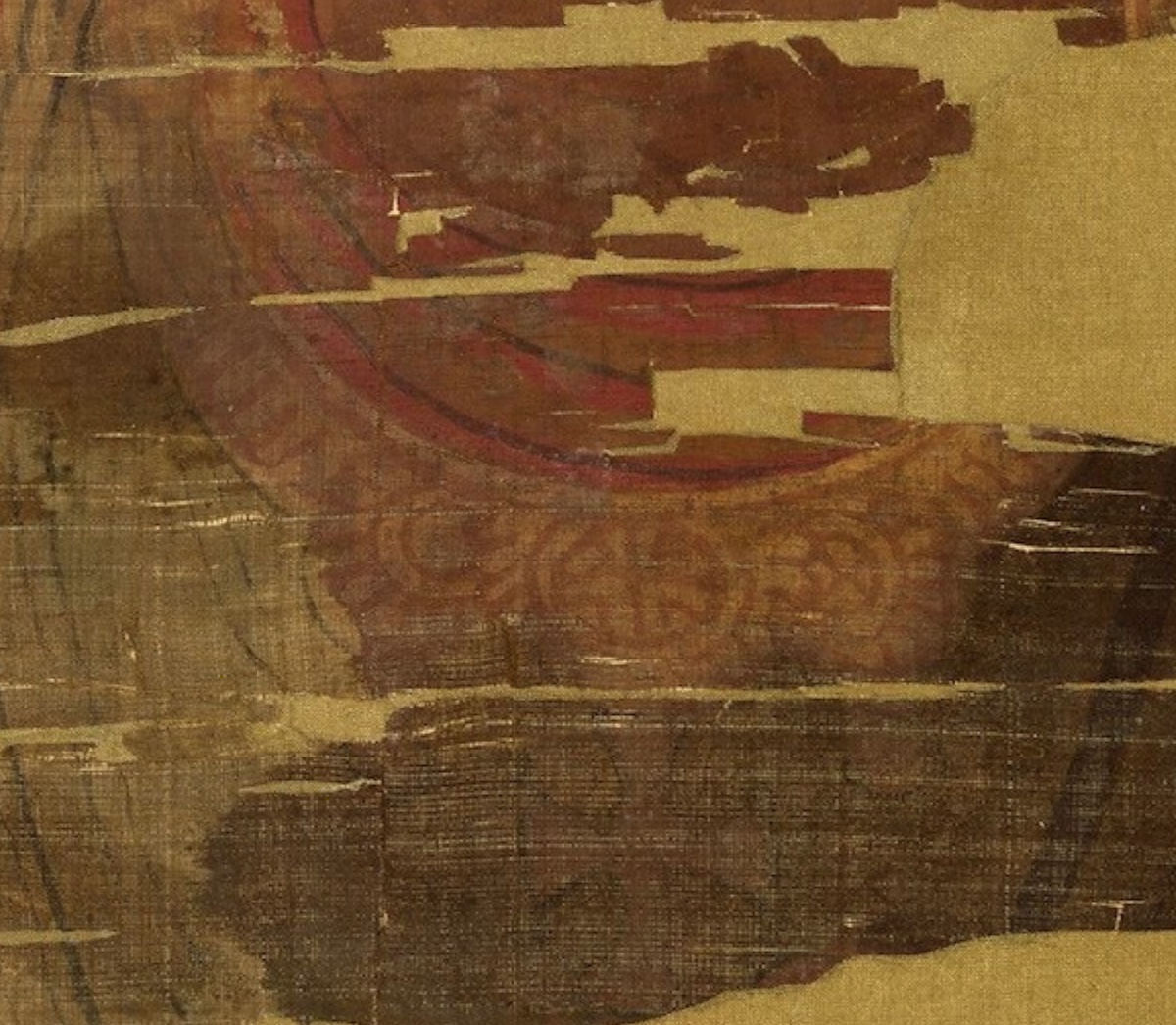
El collar con colgante de cruz
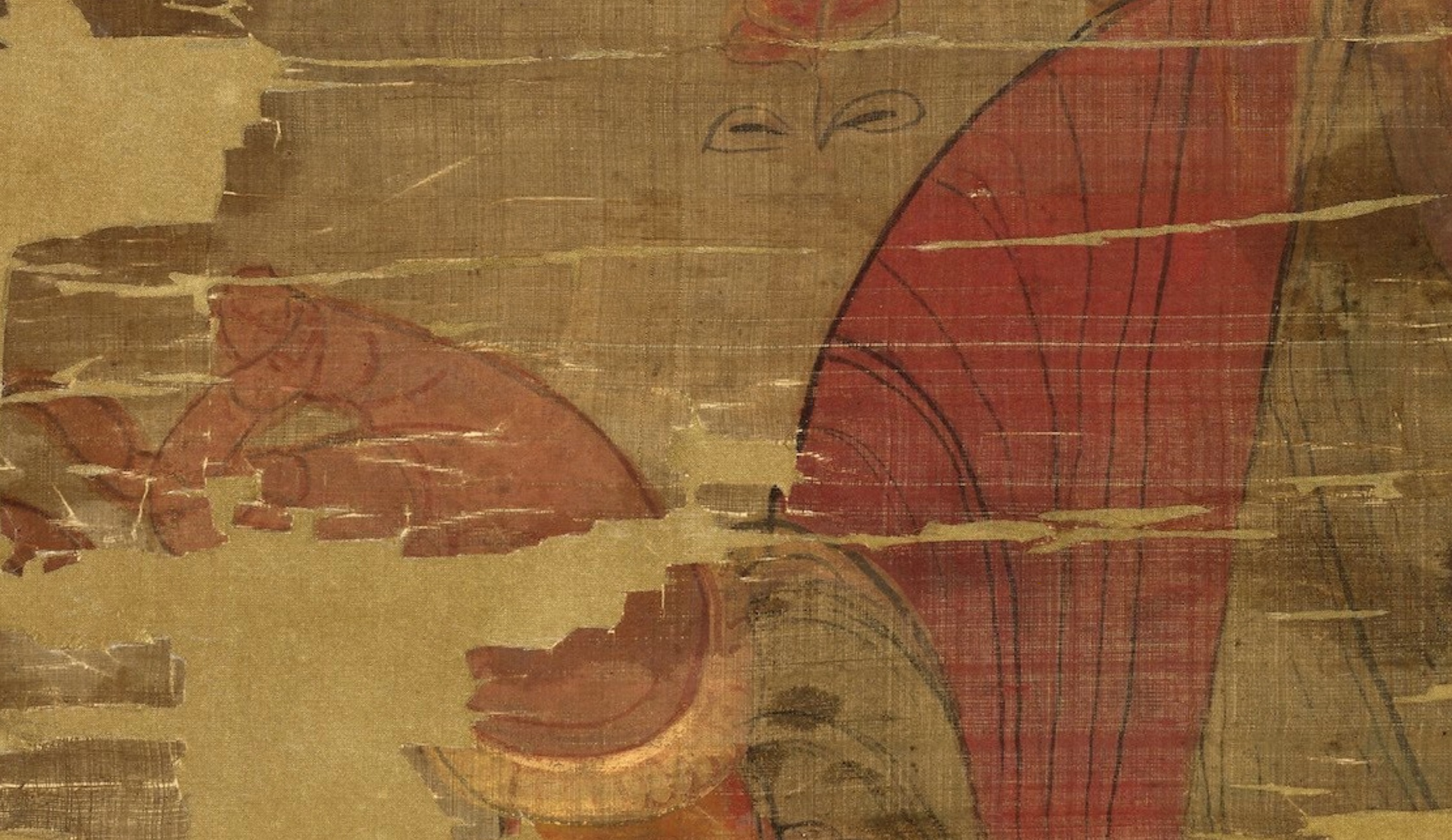
El Shuni Mudrā
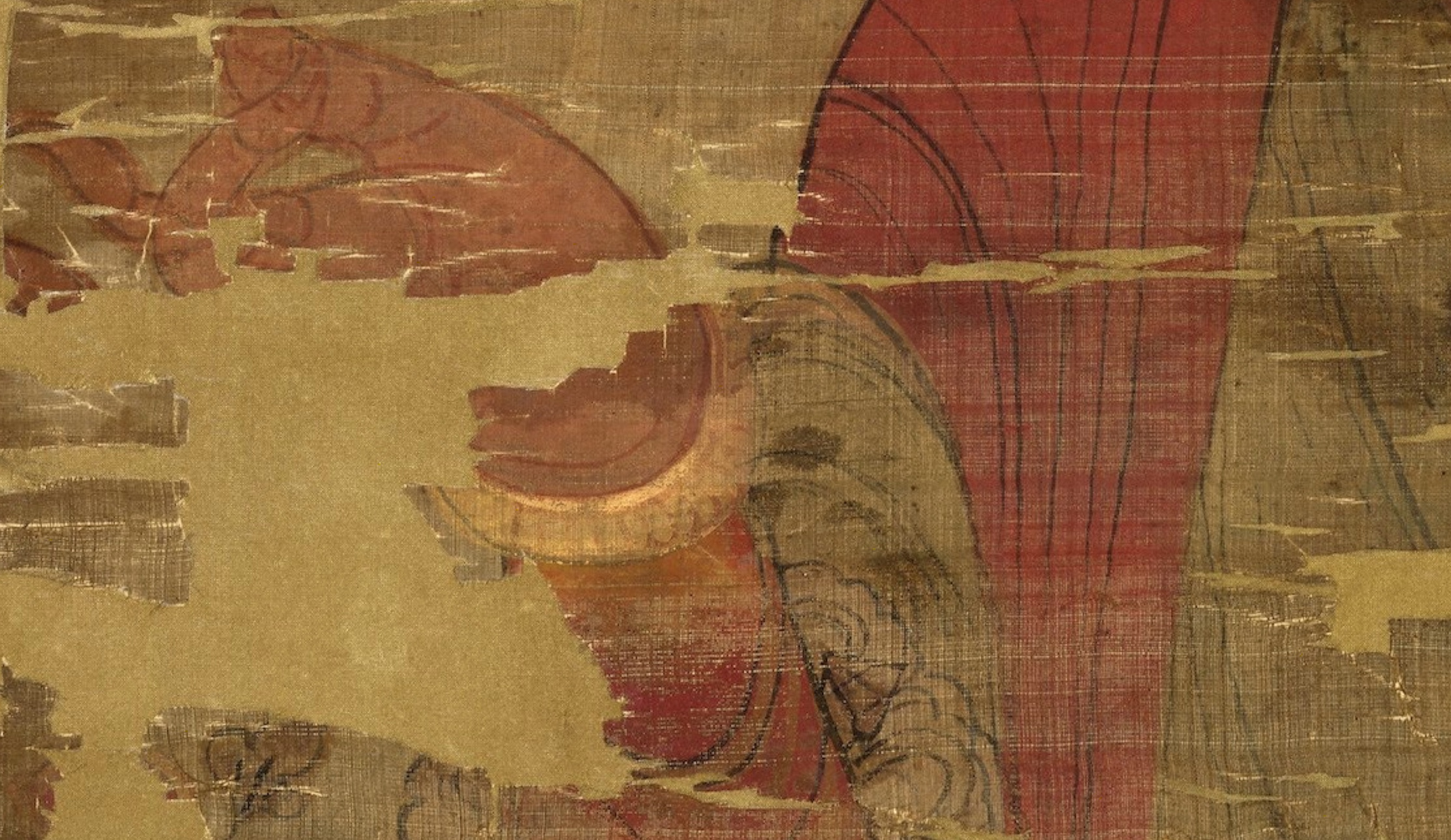
La pulsera dorada
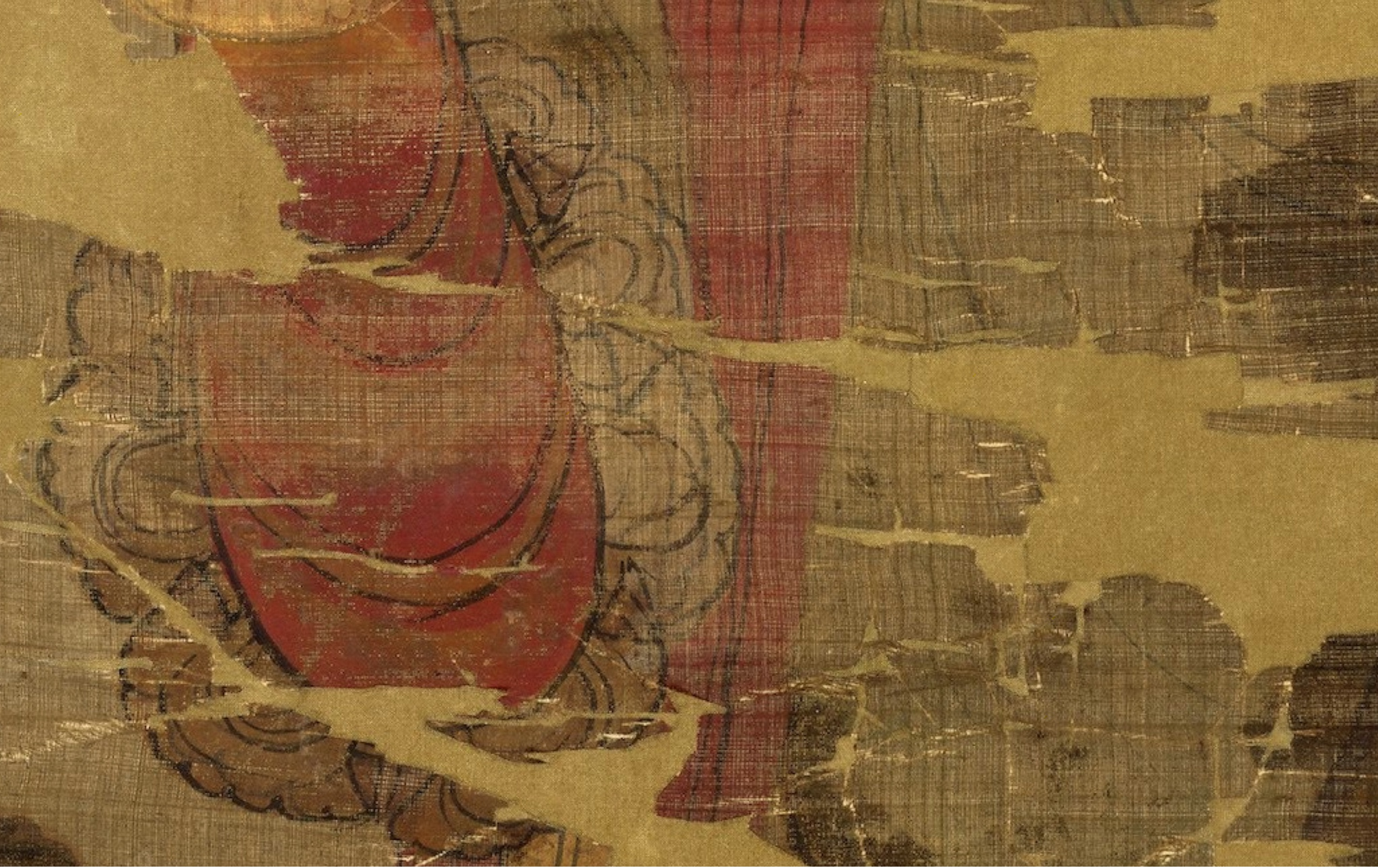
La manga termina en gorgueras
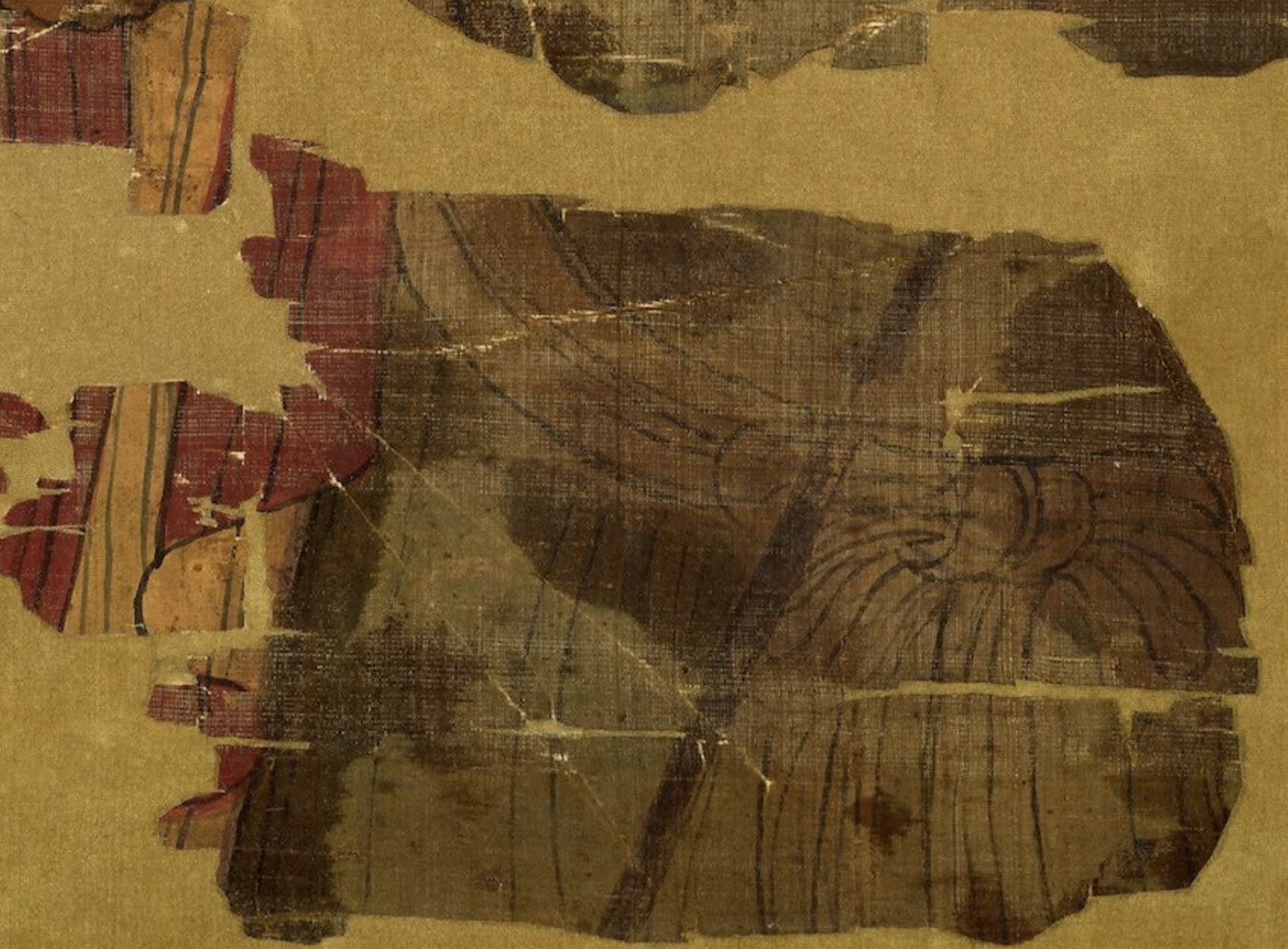
La faja con un bow knot

## En la cultura popular
- La imagen aparece en un folleto misionero entregado a Tan Qi (Rayzha Alimjan) por el monje Jingde (Volker Helfrich) en el episodio 20 de The Longest Day in Chang'an.